# Bisetocreagris furax
Bisetocreagris furax är en spindeldjursart som först beskrevs av Beier 1959.  Bisetocreagris furax ingår i släktet Bisetocreagris och familjen helplåtklokrypare. Inga underarter finns listade.